# Vișea
Vișea (węg. Visa) – wieś w Rumunii, w okręgu Kluż, w gminie Jucu. W 2011 roku liczyła 563 mieszkańców.